# Femme au manteau violet
Femme au manteau violet est un tableau réalisé par le peintre français Henri Matisse en 1937. Cette huile sur toile représente une femme vêtue d'un manteau violet dans un intérieur décoré, trois fruits et un vase de fleurs jaunes occupant le premier plan à gauche. Depuis un don en 1974, elle est conservée au musée des Beaux-Arts de Houston, à Houston, au Texas, dans le Sud des États-Unis. 